# 莫尔纳洛
莫尔纳洛（法語：Morne-à-l'Eau，法語發音：[mɔʁn a lo]）是法国海外省瓜德罗普的一个市镇，属于皮特尔角城区。

## 地理
莫尔纳洛（16°19'55"N, 61°27'25"W）面积64.5 平方千米，位于法国海外省瓜德罗普。
与莫尔纳洛接壤的市镇（或旧市镇、城区）包括：珀蒂卡纳勒、莱萨比姆、勒穆勒。
莫尔纳洛的时区为UTC−04:00（大西洋时区）。

## 行政
莫尔纳洛的邮政编码为97111，INSEE市镇编码为97116。

## 政治
莫尔纳洛所属的省级选区为莫尔纳洛县。

## 人口
莫尔纳洛于2022年1月1日时的人口数量为15839人。